# Lamara Distin
Lamara Distin, née le 3 mars 2000 dans la Paroisse de Hanover, est une athlète jamaïcaine spécialiste du saut en hauteur.

## Biographie
Créditée d'un record personnel à 1,90 m en 2021, Lamara Distin se révèle en 2022 en réalisant 1,96 m le 26 mars 2022 à Austin, nouveau record de Jamaïque, puis 1,97 m le 30 avril 2022 à College Station. Étudiante à l'Université A&M du Texas, elle remporte les titres NCAA 2022 en plein air et en salle.
Début 2024 elle remporte pour la troisième fois consécutive les championnats de la SEC en salle, réalisant un nouveau record personnel à 2,00 m.

## Palmarès
| Date | Compétition                        | Lieu       | Résultat | Marque |
| ---- | ---------------------------------- | ---------- | -------- | ------ |
| 2019 | Championnats panaméricains juniors | San José   | 2e       | 1,81 m |
| 2022 | Championnats du monde              | Eugene     | 9e       | 1,93 m |
| 2022 | Jeux du Commonwealth               | Birmingham | 1re      | 1,95 m |
| 2023 | Championnats du monde              | Budapest   | 5e       | 1,94 m |

## Records
| Épreuve         | Épreuve   | Marque      | Lieu            | Date            |
| --------------- | --------- | ----------- | --------------- | --------------- |
| Saut en hauteur | Plein air | 1,97 m (NR) | College Station | 30 avril 2022   |
| Saut en hauteur | En salle  | 2,00 m (NR) | Fayetteville    | 24 février 2024 |